# Émile Derlin Zinsou
Émile Derlin Zinsou (ur. 23 marca 1918 w Ouidah, zm. 28 lipca 2016 w Kotonu) – dahomejski polityk, prezydent Dahomeju (1968–1969).

## Życiorys
Z wykształcenia był fizykiem, jednak po II wojnie światowej stał się aktywnym dziennikarzem i politykiem. W 1946 został sekretarzem deputowanego do Zgromadzenia Narodowego Francji Sourou-Migan Apithy'ego, któremu pomagał również później, gdy Apithy był ministrem handlu (1957). W 1960 Zinsou został wybrany do Zgromadzenia Dahomejskiego i jednocześnie 1960-1962 pełnił urząd przewodniczącego Sądu Najwyższego. 
Po uzyskaniu przez Dahomej niepodległości został ambasadorem we Francji. Po okresie rządów wojskowych, 17 lipca 1968 objął urząd prezydenta Dahomeju, który sprawował do 10 grudnia 1969, gdy został obalony przez szefa sztabu armii. Był kandydatem wyborach prezydenckich w 1970, jednak uzyskał niewielką liczbę głosów. Po klęsce wyborczej opuścił kraj i zamieszkał w Paryżu, gdzie uzyskał pozycję lidera uchodźczej opozycji przeciw marksistowskiemu reżimowi, który objął rządy w Dahomeju. 
W 1975 był zamieszany w nieudaną próbę zamachu stanu w Dahomeju, w związku z czym został skazany in absentia na karę śmierci. Gdy pod koniec lat 80. w Beninie zaczęły się demokratyczne przemiany, wrócił do kraju i założył partię polityczną – Narodową Unię dla Demokracji i Postępu.